# Dr. Cullen Park
Dr. Cullen Park est le principal stade de sports gaélique du comté de Carlow en Irlande.
Il est localisé dans la ville de Carlow et possède une capacité d’accueil de 21 000 places. Le stade a été inauguré le 9 août 1936 puis rénové entre 2003. Il est nommé en hommage au Dr Cullen, un évêque de la ville de Carlow. Le jour de son inauguration, le stade contenait la quasi totalisé des habitants de la ville.